# Корси, Лучо
Лу́чо Ко́рси (итал. Lucio Corsi; 15 октября 1993, Гроссето, Италия) — итальянский певец. Родился и вырос в cельской местности в Маремме, в области Тоскана. Он известен своей смесью глэм-рока, сюрреалистичных текстов и сказочного посыла. Представитель Италии на конкурсе песни «Евровидение-2025», с песней «Volevo essere un duro», занял 5 место.

## Биография
Родился 15 октября 1993 года в Гроссето. Рос на ферме в Валь Ди Кампо, рядом с Ветулонией. Его мать — Николетта Рабити, художница. Отец — Марко Корси, разнорабочий.
Начал писать песни в раннем возрасте. С 2011 года выступает на местных аренах и площадях своего родного города.
В 2012 году окончил лицей «Гульельмо Маркони» в Гроссето.

### Карьера
После окончания школы переехал в Милан, чтобы продолжить музыкальную карьеру.
29 апреля 2014 года выпустил свой первый мини-альбом Vetulonia Dakar, состоящий из пяти треков. 7 июня исполнил песню «Le Api» на MI AMI Festival и 17 августа того же года выступал на разогреве группы Stadio.
Дебютный альбом Корси — Altalena Boy/Vetulonia Dakar, составленный из двух прошлых мини-альбомов, был выпущен 16 января 2015 года под лейблом Picicca Dischi и распространялся Sony Music. Альбом получил положительные оценки критиков.
27 января 2017 года выпустил свой первый студийный альбом, под названием Bestario Musicale, под лейблом Picicca Dischi. В альбом вошли 8 треков, каждый трек посвящён животным с фермы Корси в области Маремма.
В 2019 году подписал контракт с лейблом Sugar Music и выпустил новый сингл под названием «Cosa Faremo da Grandi?». 9 января 2020 года выпустил ещё один сингл под названием «Freccia Bianca». Два сингла вошли в состав второго студийного альбома Cosa Faremo da Grandi?.
21 апреля 2023 года выпустил свой третий студийный альбом под названием La Gente che Sogna.

#### Евровидение
В феврале 2025 года выступил на Фестивале итальянской песни Sanremo-2025 с песней «Volevo Essere un Duro». На финальном вечере занял второе место, однако получил приз от критиков. Через месяц RAI выбрал Корси в качестве представителя от Италии на Евровидении, вместо отказавшегося Olly.

## Дискография

### Студийные альбомы
| Название               | Информация                                                                              |
| ---------------------- | --------------------------------------------------------------------------------------- |
| Bestario musicale      | - Релиз: 27 января 2017 - Лейбл: Picicca Dischi - Формат: LP, CD, стриминговые площадки |
| Cosa Faremo Da Grandi? | - Релиз: 17 января 2020 - Лейбл: Picicca Dischi - Формат: LP, CD, стриминговые площадки |
| La Gente che Sogna     | - Релиз: 21 апреля 2023 - Лейбл: Sugar Music - Формат: LP, CD, стриминговые площадки    |
| Volevo Essere un Duro  | - Релиз: 21 марта 2025 - Лейбл: Sugar Music - Формат: LP, CD, стриминговые площадки     |

### Мини-альбомы
| Название        | Информация                                                                          |
| --------------- | ----------------------------------------------------------------------------------- |
| Vetulonia Dakar | - Релиз: 29 апреля 2014 - Лейбл: Picicca Dischi - Формат: CD, стриминговые площадки |
| Altalena Boy    | - Релиз: 16 января 2016 - Лейбл: Picicca Dischi - Формат: CD, стриминговые площадки |

### Синглы
| Название                                    | Год  | Чарты | Чарты | Альбом                 |
| Название                                    | Год  | ITA   | SWI   | Альбом                 |
| ------------------------------------------- | ---- | ----- | ----- | ---------------------- |
| «Cosa Faremo Da Grandi?»                    | 2019 | 60    | —     | Cosa Faremo Da Grandi? |
| «Freccia Bianca»                            | 2020 | —     | —     | Cosa Faremo Da Grandi? |
| «Trieste»                                   | 2020 | 85    | —     | Cosa Faremo Da Grandi? |
| «Astronave Giradisco/La Bocca della Verità» | 2023 | —     | —     | La Gente che Sogna     |
| «Magia Nera/Orme»                           | 2023 | —     | —     | La Gente che Sogna     |
| «Radio Mayday»                              | 2023 | —     | —     | La Gente che Sogna     |
| «Tu sei il mattino»                         | 2024 | 42    | —     | Volevo essere un duro  |
| «Volevo essere un duro»                     | 2025 | 3     | 35    | Volevo essere un duro  |